# Себистон (Лахш)
Себистон (Себзор; тадж. Себистон, до марта 2022 г. — Ачикалма) — село в Сайлиободском сельском джамоате Лахшского района. Расстояние от села до центра района — 57 км, до центра джамоата — 7 км. Население — 537 человек (2017 г.), таджики.